# Guillaume Seye
Guillaume Seye (Deinze, 28 november 1996) is een Belgisch wegwielrenner. Seye komt vanaf 2022 uit voor Team Cibel-Cebon. In 2019 won hij met BEAT de eerste etappe in de Kreiz Breizh Elites, een ploegentijdrit.

## Belangrijkste resultaten

### Baanwielrennen
2016
 Belgisch kampioenschap achtervolging

### Wegwielrennen
2013
Gent-Menen, junioren
2014
2e etappe Keizer der Juniores (tijdrit)
2016
Eindklassement Ronde van Vlaams-Brabant
Jongerenklassement Ronde van Vlaams-Brabant
2018
 Belgisch kampioenschap tijdrijden, Beloften
Grote prijs van Geluwe
2019
1e etappe Kreiz Breizh Elites (Profs - ploegentijdrit)
2021
 Belgisch kampioen tijdrijden, Elite zonder contract
2e etappe Ronde des Combattants 14-18 (tijdrit)
2022
 Belgisch kampioen tijdrijden, Elite zonder contract
 Provinciaal kampioenschap (Vlaams-Brabant) tijdrijden, Elite zonder contract
Memorial Danny Jonckheere Oudenburg
2023
 Belgisch kampioenschap tijdrijden, Elite zonder contract
 Wereld kampioen Grand fondo tijdrijden, Mannen 19-34
2024
 Provinciaal kampioenschap (Vlaams-Brabant) tijdrijden, Elite zonder contract
 Belgisch kampioenschap tijdrijden, Elite zonder contract
 Wereld kampioen Grand fondo tijdrijden, Mannen 19-34
2025
 Provinciaal kampioenschap (Vlaams-Brabant) tijdrijden, Elite zonder contract

## Ploegen
- 2018 –  Vérandas Willems-Crelan (stagiair)
- 2019 –  BEAT Cycling Club
- 2020 –  BEAT Cycling Club
- 2021 –  Vetrapo - B-close CT
- 2022 –  Team Metalced
- 2023 –  Team Charlies - Metalced
- 2024 –  Team Cibel-Cebon
- 2025 –  Team Cibel-Cebon